# The Amityville Haunting
The Amityville Haunting  es una  película directamente para vídeo estrenada en diciembre de 2011. Es la décima película de The Amityville Horror. Producida por The Asylum y Taut Productions, fue dirigida por Geoff Meed y cuenta con actores como Tyler Shamy, Devin Clark y Jon Kondelik.

## Argumento
En junio de 2008, la familia Benson se muda al 112 de Ocean Avenue, Amityvillle, debido a problemas con su hija adolescente, Lori. A pesar de la historia inquietante de la casa, donde Ronald DeFeo, Jr. disparó y mató a seis miembros de su familia en el año 1974, los Bensons deciden comprarla. Tras su decisión, salen de la casa encontrando muerto al agente inmobiliario en la entrada del garaje. Al día siguiente,  Tyler Benson es testigo de cómo uno de los encargados de la mudanza cae por las escaleras, muriendo al instante. La familia sigue viviendo en la casa, a pesar de la creciente tensión por los acontecimientos inexplicables que ocurren. De puertas que se abren, a un teléfono misterioso que aparece en la cocina, los fenómenos paranormales siguen molestando a Tyler, mientras que sus padres se niegan a creer que hay algo sucediendo más allá de su propia explicación. Douglas Benson toma el asunto en sus propias manos cuando decide instalar un circuito cerrado de televisión de cámaras en la casa. La joven Melanie Benson atrae la atención de la familia cuando ella comienza a hablar con su "amigo imaginario" John Matthew, lo que lleva a preguntarse a Douglas si Lori o Tyler le hablaron a Melanie de la historia de la casa. Después de un mes dentro de la casa, Lori, Virginia, Douglas, y Tyler Benson todos mueren de diferentes maneras. Melanie Benson es la única sobreviviente, ya que ella dice que tiene planes de quedarse en la casa para siempre, junto con John Matthew. Los informes de la autopsia que se muestran al final de la película subrayan el hecho de que cada víctima se encontraba bajo una tensión extrema en el momento de su muerte.

## Reparto
- Jason Williams como Douglas Benson.
- Amy Van Horne como Virginia Benson.
- Devin Clark como Tyler Benson.
- Nadine Crocker como Lori Benson.
- Gracie Largent como Melanie Benson.
- Lucas Barnett como Ronald DeFeo, Jr. / Fantasma
- Tyler Shamy como Greg.
- John Kondelik como Brett.
- Alexander Rzechowicz como Donny Redd.